# Crkva sv. Petra (Prišlin)
Crkva sv. Petra  je rimokatolička crkva u mjestu Poljana Sutlanska, općini Hum na Sutli zaštićeno kulturno dobro.

## Opis dobra
Jednobrodna kasnobarokno-klasicistička građevina sa zvonikom koji se izdiže iz glavnog pročelja nalazi se na blagoj uzvisini u blizini dvorca Mali Tabor u naselju Prišlin. Izgrađena u 19. st. na mjestu starije koja se 1693. g. u crkvenim ispravama spominje kao zidana građevina. Zaobljenog je svetišta odijeljenog od broda konkavnim trijumfalnim lukom. Crkveni inventar nabavljen je u 19. st. u Grazu i Beču. Glavni oltar je iz 1884. g. kao i klasicističke orgulje majstora Josepha Schmidta. Crkva posjeduje venecijanske misale iz 1724. i 1780. g. Sjeveroistočno od crkve nalazi se jednostavna jednokatnica župnog dvora, sagrađena u 19. st. na mjestu starijeg.

## Zaštita
Pod oznakom Z-2365 zavedena je kao nepokretno kulturno dobro - pojedinačno, pravnog statusa zaštićena kulturnog dobra, klasificirano kao "sakralna graditeljska baština".